# Aeropuerto de Szczecin-Goleniów "Solidarność"
El Aeropuerto de Szczecin-Goleniów "Solidarność", en polaco: Port Lotniczy Szczecin-Goleniów im. NSZZ "Solidarność", (IATA: SZZ, OACI: EPSC) es el principal aeropuerto internacional y doméstico que atiende a la ciudad de Szczecin en Polonia y se encuentra a 45 km al noreste de la ciudad, cerca del pueblo de Goleniów, en la aldea de Glewice. En torno a 1.6 millones de residentes viven en el área de acción del aeropuerto.

## Historia
El aeropuerto fue construido entre 1953-56 durante la Guerra Fría, a 5 km al este de Goleniów. Fue construido como un aeropuerto militar normal con una pista de aterrizaje con 1.800 m x 45 m y las infraestructuras aeroportuarias básicas (hangares, torre de Control del tráfico aéreo, etc.). En 1967, el aeropuerto civil en Dąbie fue reubicado en el lugar y llamado Port Lotniczy Szczecin-Goleniów. En 1976-77 la pista fue ampliada hasta los 2.500 m y se construyó una nueva terminal. Los trabajos para mejorar la pista y la rampa principal concluyeron en 1998. El sistema eléctrico del aeropuerto junto con la pista y las luces de aproximación fueron mejoradas en 1999. Se inauguró una nueva terminal de pasajeros en 2001 si bien en 2005 se comenzó una ampliación de terminal. Se comenzó a construir una nueva torre de control en 2004, y ya estaba concluida a finales de 2005. La ampliación de la terminal concluyó en abril de 2006, en ese momento fue cuando se le añadió el nombre de "Solidarność" al aeropuerto.

## Aerolíneas y destinos
| Aerolíneas            | Destinos                                                 |
| --------------------- | -------------------------------------------------------- |
| European Air Charter  | Chárter estacional: Burgas                               |
| LOT Polish Airlines   | Varsovia–Chopin                                          |
| Norwegian Air Shuttle | Oslo                                                     |
| Ryanair               | Liverpool, Londres–Stansted Estacional: Cracovia, Dublín |
| Wizz Air              | Sandefjord                                               |

También existen vuelos chárter a Egipto (Hurghada y Sharm el-Sheikh), Turquía y Túnez.

## Estadísticas
Ver fuente y consulta Wikidata.